# Худе (Ольденбург)
Худе (нем. Hude) — община в Германии, в земле Нижняя Саксония.
Входит в состав района Ольденбург. Население составляет 15 777 человек (на 31 декабря 2010 года). Занимает площадь 124,64 км².
| Год  | Население |
| ---- | --------- |
| 1990 | 12 255    |
| 1995 | 13 356    |
| 2000 | 15 023    |
| 2005 | 15 615    |
| 2010 | 15 785    |